# Taqīābād-e Kan Kot
Taqīābād-e Kan Kot (persiska: تقی آبادکن کت) är en ort i Iran.   Den ligger i provinsen Lorestan, i den nordvästra delen av landet, 400 km sydväst om huvudstaden Teheran. Taqīābād-e Kan Kot ligger 1 856 meter över havet och antalet invånare är 194.
Terrängen runt Taqīābād-e Kan Kot är kuperad åt nordväst, men åt sydost är den platt.Runt Taqīābād-e Kan Kot är det ganska tätbefolkat, med 56 invånare per kvadratkilometer. Närmaste större samhälle är Nūrābād, 13,2 km sydost om Taqīābād-e Kan Kot. Trakten runt Taqīābād-e Kan Kot består till största delen av jordbruksmark.